# Arturo S. Mom
Arturo S. Mom (La Plata, Buenos Aires, 2 de diciembre de 1893 - Buenos Aires, 1965) fue un cuentista, poeta, crítico de cine, guionista y director de cine argentino, activo durante la Época de Oro del cine argentino.
Fue jurado en diversos concursos e integró el primer directorio del Instituto Nacional de Cinematografía.

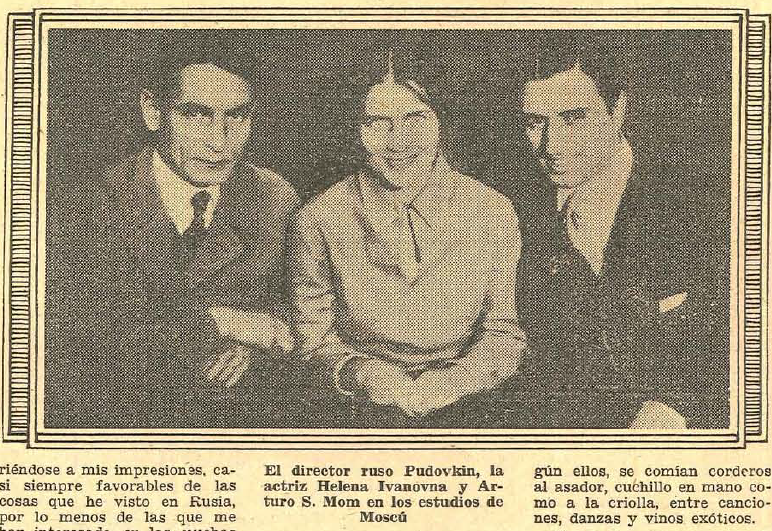
Pudovkin, la actriz Helena Ivanovna y Arturo S. Mom en Moscú, en 1930.

## Filmografía
Guionista
- Tren internacional (1954)
- Albergue de mujeres (1946)
- 3 millones y el amor (1946)
- Una mujer sin importancia (1945)
- Los dos rivales (1944)
- Vidas marcadas (1942)
- Busco un marido para mi mujer (1938)
- Una porteña optimista (1937)
- Petróleo (1936)
- Monte criollo (1935)
- La vía de oro (1931)
- La cautivadora (1931)
- El drama del collar (1930)

Director
- El tango en París (1956)
- Albergue de mujeres (1946)
- Nuestra tierra de paz (1939)
- Busco un marido para mi mujer (1938)
- Villa Discordia (1938)
- Palermo (1937)
- Loco lindo (1936)
- Petróleo (1936)
- Monte Criollo (1935)
- El drama del collar (1930) (película sin sonido)

Productor
- La vía de oro (1931)

Director supervisor
- La vía de oro (1931)